# Sangareddy
Sangareddy là một thành phố và khu đô thị của quận Medak thuộc bang Andhra Pradesh, Ấn Độ.

## Nhân khẩu
Theo điều tra dân số năm 2001 của Ấn Độ, Sangareddy có dân số 56.691 người. Phái nam chiếm 51% tổng số dân và phái nữ chiếm 49%. Sangareddy có tỷ lệ 71% biết đọc biết viết, cao hơn tỷ lệ trung bình toàn quốc là 59,5%: tỷ lệ cho phái nam là 78%, và tỷ lệ cho phái nữ là 63%. Tại Sangareddy, 13% dân số nhỏ hơn 6 tuổi.